# Prva savezna liga Jugoslavije u nogometu 1977./78.
Prvenstvo Jugoslavije u nogometu za sezonu 1977./78. bilo je četrdeset i deveto po redu najviše nogometno natjecanje u Jugoslaviji, trideset i drugo poslijeratno, koje je započelo 14. kolovoza 1977. i završilo 28. svibnja 1978.

Prvak je postao srbijanski klub, FK Partizan, koji je osvojio osmu titulu.

Najbolji strijelac bio je Radomir Savić iz FK Sarajevo s 21 golom.
Prvi put je sudjelovao predstavnik s Kosova: FK Trepča. Unatoč ispadanju, crno-zeleni su uspjeli doći do finala nacionalnog kupa protiv Rijeke (oboje po prvi put). Drugo ispadanje odlučeno je posljednjeg dana, upravo u okršaju Čelika i OFK-a. Oba kluba su na kraju imali 28 bodova i gol-razliku –16. Ispao je Čelik jer je postigao manje golova nego OFK.
Ukupan broj gledatelja iznosio je 2.508.758.

## Sustav natjecanja
Igralo se u dvije faze. Momčadi su međusobno igrale dvokružni ligaški sustav. Igrala se po jedna utakmica na domaćem i gostujućem terenu.  Prvakom je postala momčad koja je sakupila najviše bodova u skupini za prvaka (pobjeda = 2 boda, neodlučeni ishod = 1 bod, poraz = bez bodova).
Pravila koje su određivala poredak na ljestvici su bila: 1) broj osvojenih bodova, 2) gol-razlika, 3) veći broj postignutih golova, 4) baraž

## Formiranje lige
U obzir ulazi 16 najbolje plasiranih iz prethodne sezone, plus pobjednici dviju skupina Druge savezne lige 1976./77.
- Iz Prve savezne lige natjecali su se Crvena zvezda, Dinamo Zagreb, Sloboda Tuzla, Partizan, Rijeka, Borac Banja Luka, Radnički Niš, Hajduk Split, Budućnost, Zagreb, Velež Mostar, Olimpija Ljubljana, Čelik Zenica, Vojvodina, OFK Beograd i Sarajevo
- Iz Druge savezne lige: Osijek (pobjednik zapadne skupine) i Trepča (pobjednik istočne skupine)

## Sudionici
| Slovenija       | Hrvatska                                             | Bosna i Hercegovina                                           | Srbija           | Srbija                                                  | Srbija        | Crna Gora       | Makedonija |
| Slovenija       | Hrvatska                                             | Bosna i Hercegovina                                           | Vojvodina        | Središnja Srbija                                        | Kosovo        | Crna Gora       | Makedonija |
| --------------- | ---------------------------------------------------- | ------------------------------------------------------------- | ---------------- | ------------------------------------------------------- | ------------- | --------------- | ---------- |
| - Olimpija (LJ) | - Dinamo (Z) - Hajduk (S) - Osijek - Rijeka - Zagreb | - Borac (BL) - Čelik (Z) - Sarajevo - Sloboda (T) - Velež (M) | - Vojvodina (NS) | - OFK Beograd - Crvena zvezda - Partizan - Radnički (N) | - Trepča (KM) | - Budućnost (T) | - nitko    |

- OFK Beograd, Beograd
- FK Borac, Banja Luka
- FK Budućnost, Titograd
- FK Crvena zvezda, Beograd
- NK Čelik, Zenica
- NK Dinamo, Zagreb
- NK Hajduk, Split
- NK Olimpija, Ljubljana
- NK Osijek, Osijek
- FK Partizan, Beograd
- FK Radnički Niš, Niš
- NK Rijeka, Rijeka
- FK Sarajevo, Sarajevo
- FK Sloboda, Tuzla
- FK Trepča, Kosovska Mitrovica
- FK Velež, Mostar
- FK Vojvodina, Novi Sad
- NK Zagreb, Zagreb

## Ljestvica
| mj.     | klub                | ut. | pob. | ner. | por. | gol+ | gol- | gr  | bod |
| ------- | ------------------- | --- | ---- | ---- | ---- | ---- | ---- | --- | --- |
| 1.      | Partizan            | 34  | 22   | 10   | 2    | 55   | 19   | +36 | 54  |
| 2.      | Crvena zvezda       | 34  | 21   | 7    | 6    | 58   | 26   | +32 | 49  |
| 3.      | Hajduk Split        | 34  | 14   | 11   | 9    | 49   | 37   | +12 | 39  |
| 4.      | Dinamo Zagreb       | 34  | 12   | 13   | 9    | 54   | 49   | +5  | 37  |
| 5.      | Rijeka              | 34  | 12   | 13   | 9    | 47   | 42   | +5  | 37  |
| 6.      | Sloboda Tuzla       | 34  | 15   | 5    | 14   | 47   | 46   | +1  | 35  |
| 7.      | Velež Mostar        | 34  | 13   | 9    | 12   | 42   | 43   | –1  | 35  |
| 8.      | Vojvodina           | 34  | 14   | 4    | 16   | 46   | 38   | +12 | 32  |
| 9.      | Sarajevo            | 34  | 11   | 10   | 13   | 50   | 46   | +4  | 32  |
| 10.     | Olimpija Ljubljana  | 34  | 13   | 6    | 15   | 44   | 44   | 0   | 32  |
| 11.     | Budućnost           | 34  | 12   | 7    | 15   | 41   | 51   | –10 | 31  |
| 12.     | Borac Banja Luka    | 34  | 10   | 10   | 14   | 44   | 50   | –6  | 30  |
| 13.     | Osijek              | 34  | 9    | 12   | 13   | 32   | 42   | –10 | 30  |
| 14.     | Radnički Niš        | 34  | 9    | 12   | 13   | 31   | 42   | –11 | 30  |
| 15.     | Zagreb              | 34  | 9    | 11   | 14   | 37   | 46   | –9  | 29  |
| 16.     | OFK Beograd         | 34  | 10   | 8    | 16   | 38   | 54   | –16 | 28  |
| 17.     | Čelik Zenica        | 34  | 9    | 10   | 15   | 34   | 50   | –16 | 28  |
| 18.     | Trepča K. Mitrovica | 34  | 7    | 10   | 17   | 28   | 52   | –24 | 24  |
|         |                     |     |      |      |      |      |      |     |     |
| Izvori: |                     |     |      |      |      |      |      |     |     |

|  | Partizan je prvak Jugoslavije i plasirao se na Kup prvaka 1978./79.                      |
|  | Crvena zvezda i Hajduk Split plasirali su se na Kup UEFA 1978./79.                       |
|  | Rijeka osvaja Kup Jugoslavije i plasirala se na Europski kup pobjednika kupova 1978./79. |
|  | Čelik Zenica i Trepča ispali su u Drugu saveznu ligu                                     |

## Rezultati
| 1977./78. | 1977./78.          | PAR | C.Z | HAJ | DIN | RIJ | SLO | VEL | VOJ | SAR | OLI | BUD | BBL | OSI | R.N | ZAG | OFK | ČEL | TRE |
| 1.        | Partizan           |     | 3:2 | 0:0 | 5:0 | 3:1 | 1:0 | 1:0 | 1:0 | 0:0 | 2:1 | 1:0 | 3:0 | 2:0 | 1:0 | 2:1 | 3:1 | 5:1 | 3:0 |
| 2.        | Crvena zvezda      | 1:3 |     | 1:1 | 0:1 | 4:0 | 0:1 | 1:0 | 1:0 | 2:1 | 5:1 | 4:3 | 2:0 | 4:1 | 2:0 | 4:0 | 2:0 | 2:0 | 4:1 |
| 3.        | Hajduk Split       | 1:2 | 0:0 |     | 2:1 | 2:2 | 4:2 | 0:0 | 2:1 | 1:0 | 1:0 | 5:2 | 1:1 | 0:1 | 2:0 | 3:1 | 1:0 | 3:0 | 2:0 |
| 4.        | Dinamo Zagreb      | 0:2 | 1:1 | 0:0 |     | 2:2 | 6:2 | 0:2 | 2:2 | 3:3 | 1:1 | 4:1 | 3:1 | 1:0 | 1:0 | 1:1 | 4:2 | 3:1 | 4:0 |
| 5.        | Rijeka             | 1:1 | 0:1 | 2:0 | 4:0 |     | 0:0 | 2:0 | 3:2 | 2:2 | 1:0 | 1:1 | 2:0 | 1:2 | 1:0 | 3:3 | 3:1 | 2:1 | 3:0 |
| 6.        | Sloboda Tuzla      | 3:0 | 1:3 | 3:0 | 1:1 | 2:0 |     | 2:1 | 2:1 | 3:1 | 2:1 | 1:0 | 3:1 | 2:0 | 3:1 | 2:1 | 1:1 | 1:0 | 1:1 |
| 7.        | Velež Mostar       | 1:0 | 2:0 | 2:1 | 4:2 | 4:1 | 3:1 |     | 0:0 | 2:1 | 1:0 | 5:2 | 3:2 | 0:0 | 0:0 | 2:1 | 0:0 | 2:2 | 1:1 |
| 8.        | Vojvodina          | 0:2 | 2:0 | 2:1 | 1:3 | 0:0 | 2:0 | 2:1 |     | 2:0 | 3:0 | 2:0 | 2:0 | 0:2 | 4:0 | 1:0 | 3:0 | 1:0 | 0:1 |
| 9.        | Sarajevo           | 1:1 | 1:3 | 0:3 | 1:1 | 0:0 | 2:1 | 4:2 | 2:0 |     | 2:1 | 3:1 | 5:0 | 4:1 | 1:1 | 1:1 | 5:0 | 3:1 | 2:1 |
| 10.       | Olimpija Ljubljana | 0:2 | 0:1 | 2:0 | 1:1 | 1:0 | 1:2 | 3:0 | 4:2 | 2:1 |     | 2:0 | 3:1 | 0:0 | 2:1 | 2:0 | 4:2 | 1:1 | 1:0 |
| 11.       | Budućnost          | 0:1 | 0:1 | 2:0 | 2:1 | 1:1 | 2:1 | 0:1 | 2:1 | 3:0 | 2:1 |     | 1:0 | 2:1 | 0:1 | 1:0 | 1:0 | 2:1 | 4:1 |
| 12.       | Borac Banja Luka   | 0:0 | 0:0 | 0:0 | 1:3 | 0:0 | 3:1 | 4:1 | 0:1 | 2:1 | 2:0 | 2:2 |     | 3:1 | 4:0 | 1:1 | 2:1 | 1:1 | 5:1 |
| 13.       | Osijek             | 1:1 | 0:0 | 0:0 | 1:0 | 1:1 | 2:1 | 1:1 | 1:1 | 2:0 | 1:0 | 3:0 | 2:2 |     | 2:2 | 0:1 | 1:2 | 0:0 | 2:2 |
| 14.       | Radnički Niš       | 1:1 | 0:2 | 2:2 | 0:0 | 0:1 | 1:0 | 2:0 | 3:2 | 1:1 | 2:2 | 2:2 | 0:1 | 1:0 |     | 3:1 | 2:1 | 2:0 | 1:0 |
| 15.       | Zagreb             | 0:0 | 1:2 | 3:3 | 0:1 | 2:1 | 1:1 | 1:1 | 1:0 | 0:0 | 2:3 | 3:1 | 1:0 | 3:1 | 0:0 |     | 2:0 | 1:0 | 1:1 |
| 16.       | OFK Beograd        | 1:2 | 0:0 | 1:4 | 0:0 | 3:2 | 1:0 | 2:0 | 1:5 | 2:0 | 1:3 | 0:0 | 4:1 | 3:0 | 1:1 | 2:0 |     | 2:0 | 1:1 |
| 17.       | Čelik Zenica       | 0:0 | 2:2 | 2:1 | 3:3 | 2:2 | 1:0 | 2:0 | 2:1 | 0:2 | 1:0 | 1:1 | 1:4 | 2:0 | 1:0 | 2:1 | 1:1 |     | 2:0 |
| 18.       | Trepča             | 1:1 | 0:1 | 2:3 | 2:0 | 1:2 | 3:1 | 2:0 | 1:0 | 1:0 | 1:1 | 0:0 | 0:0 | 0:2 | 1:1 | 1:2 | 0:1 | 1:0 |     |

| 1. kolo 14. 8. 1977. Borac – FK Sarajevo 2:1 (1:0) Budućnost – OFK Beograd 1:0 (0:0) Čelik – Crvena zvezda 2:2 (1:2) Hajduk – Dinamo 2:1 (2:0) NK Rijeka – NK Osijek 1:2 (1:1) NK Zagreb – Radnički (N) 0:0 (0:0) Partizan – Olimpija 2:1 (1:0) Sloboda – Vojvodina 2:1 (0:0) Velež – Trepča 1:1 (0:0) 2. kolo 20. 8. 1977. Crvena zvezda – Budućnost 4:3 (3:0) Vojvodina – Velež 2:1 (1:1) 21. 8. 1977. FK Sarajevo – NK Rijeka 0:0 (0:0) NK Osijek – Sloboda 2:1 (0:1) NK Zagreb – Partizan 0:0 (0:0) OFK Beograd – Hajduk 1:4 (0:0) Olimpija – Borac 3:1 (1:0) Radnički (N) – Dinamo 0:0 (0:0) Trepča – Čelik 1:0 (1:0) 3. kolo 27. 8. 1977. Partizan – Radnički (N) 1:0 (1:0) 28. 8. 1977. Borac – NK Zagreb 1:1 (0:1) (Poništena) Budućnost – Trepča 4:1 (2:0) Čelik – Vojvodina 2:1 (0:1) Dinamo – OFK Beograd 4:2 (2:1) Hajduk – Crvena zvezda 0:0 (0:0) NK Rijeka – Olimpija 1:0 (1:0) Sloboda – FK Sarajevo 3:1 (2:0) Velež – NK Osijek 0:0 (0:0) 29. 3. 1978. Borac – NK Zagreb 4:0 (1:0) 4. kolo 31. 8. 1977. Crvena zvezda – Dinamo 0:1 (0:1) FK Sarajevo – Velež 4:2 (2:0) NK Osijek – Čelik 0:0 (0:0) NK Zagreb – NK Rijeka 2:1 (1:0) Olimpija – Sloboda 1:2 (1:1) Partizan – Borac 3:0 (1:0) Radnički (N) – OFK Beograd 2:1 (1:0) Vojvodina – Budućnost 2:0 (1:0) 1. 9. 1977. Trepča – Hajduk 2:3 (1:1) 5. kolo 3. 9. 1977. Velež – Olimpija 1:0 (1:0) 4. 9. 1977. Borac – Radnički (N) 4:0 (1:0) Budućnost – NK Osijek 2:1 (2:0 Čelik – FK Sarajevo 0:2 (0:1) Dinamo – Trepča 4:0 (0:0) Hajduk – Vojvodina 2:1 (1:0) NK Rijeka – Partizan 1:1 (1:1) OFK Beograd – Crvena zvezda 0:0 (0:0) Sloboda – NK Zagreb 2:1 (1:1) 6. kolo 10. 9. 1977. Borac – NK Rijeka 1:0 (1:0) (Poništena) NK Osijek – Hajduk 0:0 (0:0) 11. 9. 1977. FK Sarajevo – Budućnost 3:1 (0:0) NK Zagreb – Velež 1:1 (0:0) Olimpija – Čelik 1:1 (1:1) Partizan – Sloboda 1:0 (0:0) Radnički (N) – Crvena zvezda 0:2 (0:2) Trepča – OFK Beograd 0:1 (0:0) Vojvodina – Dinamo 1:3 (1:1) 19. 4. 1978. Borac – NK Rijeka 0:0 (0:0) 7. kolo 17. 9. 1977. OFK Beograd – Vojvodina 1:5 (0:2) 18. 9. 1977. Budućnost – Olimpija 2:1 (0:0) Čelik – NK Zagreb 2:1 (1:1) Crvena zvezda – Trepča 4:1 (2:1) Dinamo – NK Osijek 1:0 (1:0) Hajduk – FK Sarajevo 1:0 (0:0) NK Rijeka – Radnički (N) 1:0 (1:0) Sloboda – Borac 3:1 (3:1) Velež – Partizan 1:0 (1:0) 8. kolo 21. 9. 1977. Borac – Velež 4:1 (3:0) FK Sarajevo – Dinamo 1:1 (1:1) NK Osijek – OFK Beograd 1:2 (1:2) NK Rijeka – Sloboda 0:0 (0:0) NK Zagreb – Budućnost 3:1 (2:1) Partizan – Čelik 5:1 (4:0) Radnički (N) – Trepča 1:0 (0:0) Vojvodina – Crvena zvezda 2:0 (0:0) 22. 9. 1977. Olimpija – Hajduk 2:0 (0:0) 9. kolo 24. 9. 1977. Budućnost – Partizan 0:1 (0:0) Crvena zvezda – NK Osijek 4:1 (3:1) 25. 9. 1977. Čelik – Borac 1:4 (1:2) Dinamo – Olimpija 1:1 (1:0) Hajduk – NK Zagreb 3:1 (0:1) OFK Beograd – FK Sarajevo 2:0 (1:0) Sloboda – Radnički (N) 3:1 (2:1) Trepča – Vojvodina 1:0 (0:0) Velež – NK Rijeka 4:1 (2:0) 10. kolo 8. 10. 1977. NK Rijeka – Čelik 2:1 (2:1) 9. 10. 1977. Borac – Budućnost 2:2 (1:1) FK Sarajevo – Crvena zvezda 1:3 (1:1) NK Osijek – Trepča 2:2 (1:1) NK Zagreb – Dinamo 0:1 (0:0) Olimpija – OFK Beograd 4:2 (3:0) Partizan – Hajduk 0:0 (0:0) Radnički (N) – Vojvodina 3:2 (1:1) Sloboda – Velež 2:1 (1:1) 11. kolo 12. 10. 1977. Budućnost – NK Rijeka 1:1 (0:0) Čelik – Sloboda 1:0 (1:0) Crvena zvezda – Olimpija 5:1 (2:1) Dinamo – Partizan 0:2 (0:1) OFK Beograd – NK Zagreb 2:0 (2:0) Trepča – FK Sarajevo 1:0 (1:0) Velež – Radnički (N) 0:0 (0:0) Vojvodina – NK Osijek 0:2 (0:0) 13. 10. 1977. Hajduk – Borac 1:1 (0:0) 12. kolo 15. 10. 1977. FK Sarajevo – Vojvodina 2:0 (1:0) 16. 10. 1977. Borac – Dinamo 1:3 (0:1) NK Rijeka – Hajduk 2:0 (1:0) Olimpija – Trepča 1:0 (0:0) Partizan – OFK Beograd 3:1 (1:1) Radnički (N) – NK Osijek 1:0 (1:0) Sloboda – Budućnost 1:0 (1:0) Velež – Čelik 2:2 (1:1) 23. 11. 1977. NK Zagreb – Crvena zvezda 1:2 (0:0) 13. kolo 22. 10. 1977. Čelik – Radnički (N) 1:0 (1:0) OFK Beograd – Borac 4:1 (0:0) 23. 10. 1977. Budućnost – Velež 0:1 (0:0) Crvena zvezda – Partizan 1:3 (1:2) Dinamo – NK Rijeka 2:2 (1:0) Hajduk – Sloboda 4:2 (2:1) NK Osijek – FK Sarajevo 2:0 (1:0) Trepča – NK Zagreb 1:2 (0:0) Vojvodina – Olimpija 3:0 (0:0) 14. kolo 29. 10. 1977. Borac – Crvena zvezda 0:0 (0:0) Sloboda – Dinamo 1:1 (0:0) Velež – Hajduk 2:1 (1:1) 30. 10. 1977. Čelik – Budućnost 1:1 (1:1) NK Rijeka – OFK Beograd 3:1 (2:0) NK Zagreb – Vojvodina 1:0 (1:0) Olimpija – NK Osijek 0:0 (0:0) Partizan – Trepča 3:0 (1:0) Radnički (N) – FK Sarajevo 1:1 (0:0) 15. kolo 5. 11. 1977. Crvena zvezda – NK Rijeka 4:0 (4:0) 6. 11. 1977. Budućnost – Radnički (N) 0:1 (0:1) Dinamo – Velež 0:2 (0:1) FK Sarajevo – Olimpija 2:1 (1:0) Hajduk – Čelik 3:0 (0:0) NK Osijek – NK Zagreb 0:1 (0:1) OFK Beograd – Sloboda 1:0 (1:0) Trepča – Borac 0:0 (0:0) Vojvodina – Partizan 0:2 (0:0) 16. kolo 19. 11. 1977. NK Zagreb – FK Sarajevo 0:0 (0:0) 20. 11. 1977. Borac – Vojvodina 0:1 (0:0) Budućnost – Hajduk 2:0 (0:0) Čelik – Dinamo 3:3 (1:1) NK Rijeka – Trepča 3:0 (1:0) Partizan – NK Osijek 2:0 (2:0) Radnički (N) – Olimpija 2:2 (1:2) Sloboda – Crvena zvezda 1:3 (0:3) Velež – OFK Beograd 0:0 (0:0) 17. kolo 3. 12. 1977. Dinamo – Budućnost 4:1 (1:0) 4. 12. 1977. Crvena zvezda – Velež 1:0 (1:0) FK Sarajevo – Partizan 1:1 (0:1) Hajduk – Radnički (N) 2:0 (1:0) NK Osijek – Borac 2:2 (2:1) OFK Beograd – Čelik 2:0 (0:0) Olimpija – NK Zagreb 2:0 (0:0) Trepča – Sloboda 3:1 (1:0) Vojvodina – NK Rijeka 0:0 (0:0) | 18. kolo 7. 12. 1977. Crvena zvezda – Čelik 2:0 (2:0) Dinamo – Hajduk 0:0 (0:0) FK Sarajevo – Borac 5:0 (1:0) Olimpija – Partizan 0:2 (0:2) Radnički (N) – NK Zagreb 3:1 (1:0) Trepča – Velež 2:0 (0:0) Vojvodina – Sloboda 2:0 (2:0) 8. 12. 1977. OFK Beograd – Budućnost 0:0 (0:0) 11. 12. 1977. NK Osijek – NK Rijeka 1:1 (0:1) 19. kolo 4. 3. 1978. Dinamo – Radnički (N) 1:0 (0:0) 5. 3. 1978. Borac – Olimpija 2:0 (0:0) Budućnost – Crvena zvezda 0:1 (0:1) Čelik – Trepča 2:0 (1:0) Hajduk – OFK Beograd 1:0 (0:0) NK Rijeka – FK Sarajevo 2:2 (1:1) Partizan – NK Zagreb 2:1 (1:0) Sloboda – NK Osijek 2:0 (0:0) Velež – Vojvodina 0:0 (0:0) 20. kolo 11. 3. 1978. Crvena zvezda – Hajduk 1:1 (1:0) Vojvodina – Čelik 1:0 (1:0) 12. 3. 1978. FK Sarajevo – Sloboda 2:1 (1:1) NK Osijek – Velež 1:1 (0:0) NK Zagreb – Borac 1:0 (1:0) OFK Beograd – Dinamo 0:0 (0:0) Olimpija – NK Rijeka 1:0 (0:0) Radnički (N) – Partizan 1:1 (0:0) Trepča – Budućnost 0:0 (0:0) 21. kolo 18. 3. 1978. Velež – FK Sarajevo 2:1 (1:0) 19. 3. 1978. Borac – Partizan 0:0 (0:0) Budućnost – Vojvodina 2:1 (2:0) Čelik – NK Osijek 2:0 (1:0) Dinamo – Crvena zvezda 1:1 (1:1) Hajduk – Trepča 2:0 (1:0) NK Rijeka – NK Zagreb 3:3 (1:1) OFK Beograd – Radnički (N) 1:1 (1:0) Sloboda – Olimpija 2:1 (1:0) 22. kolo 25. 3. 1978. Partizan – NK Rijeka 3:1 (1:0) Radnički (N) – Borac 0:1 (0:0) 26. 3. 1978. Crvena zvezda – OFK Beograd 2:0 (1:0) FK Sarajevo – Čelik 3:1 (2:0) NK Osijek – Budućnost 3:0 (2:0) NK Zagreb – Sloboda 1:1 (1:1) Olimpija – Velež 3:0 (1:0) Trepča – Dinamo 2:0 (0:0) Vojvodina – Hajduk 2:1 (1:1) 23. kolo 1. 4. 1978. Sloboda – Partizan 3:0 (3:0) 2. 4. 1978. Budućnost – FK Sarajevo 3:0 (2:0) Čelik – Olimpija 1:0 (1:0) Crvena zvezda – Radnički (N) 2:0 (0:0) Dinamo – Vojvodina 2:2 (0:1) Hajduk – NK Osijek 0:1 (0:0) NK Rijeka – Borac 2:0 (1:0) OFK Beograd – Trepča 1:1 (1:0) Velež – NK Zagreb 2:1 (1:0) 24. kolo 8. 4. 1978. NK Osijek – Dinamo 1:0 (0:0) 9. 4. 1978. Borac – Sloboda 3:1 (1:1) FK Sarajevo – Hajduk 0:3 (0:1) NK Zagreb – Čelik 1:0 (0:0) Olimpija – Budućnost 2:0 (1:0) Partizan – Velež 1:0 (0:0) Radnički (N) – NK Rijeka 0:1 (0:0) Trepča – Crvena zvezda 0:1 (0:1) Vojvodina – OFK Beograd 3:0 (2:0) 25. kolo 12. 4. 1978. Budućnost – NK Zagreb 1:0 (0:0) Dinamo – FK Sarajevo 3:3 (2:1) Hajduk – Olimpija 1:0 (1:0) OFK Beograd – NK Osijek 3:0 (0:0) Sloboda – NK Rijeka 2:0 (1:0) Trepča – Radnički (N) 1:1 (0:0) Velež – Borac 3:2 (1:0) 13. 4. 1978. Čelik – Partizan 0:0 (0:0) Crvena zvezda – Vojvodina 1:0 (0:0) 26. kolo 15. 4. 1978. Partizan – Budućnost 1:0 (1:0) 16. 4. 1978. Borac – Čelik 1:1 (0:0) FK Sarajevo – OFK Beograd 5:0 (0:0) NK Osijek – Crvena zvezda 0:0 (0:0) NK Rijeka – Velež 2:0 (0:0) NK Zagreb – Hajduk 3:3 (1:1) Olimpija – Dinamo 1:1 (0:1) Radnički (N) – Sloboda 1:0 (1:0) Vojvodina – Trepča 0:1 (0:1) 27. kolo 22. 4. 1978. Crvena zvezda – FK Sarajevo 2:1 (1:0) 23. 4. 1978. Budućnost – Borac 1:0 (1:0) Čelik – NK Rijeka 2:2 (1:2) Dinamo – NK Zagreb 1:1 (1:1) Hajduk – Partizan 1:2 (1:1) OFK Beograd – Olimpija 1:3 (0:2) Trepča – NK Osijek 0:2 (0:1) Velež – Sloboda 3:1 (2:0) Vojvodina – Radnički (N) 4:0 (1:0) 28. kolo 26. 4. 1978. FK Sarajevo – Trepča 2:1 (2:1) NK Osijek – Vojvodina 1:1 (1:0) NK Rijeka – Budućnost 1:1 (1:1) NK Zagreb – OFK Beograd 2:0 (1:0) Olimpija – Crvena zvezda 0:1 (0:1) Partizan – Dinamo 5:0 (1:0) Radnički (N) – Velež 2:0 (1:0) Sloboda – Čelik 1:0 (1:0) 27. 4. 1978. Borac – Hajduk 0:0 (0:0) 29. kolo 29. 4. 1978. Budućnost – Sloboda 2:1 (1:1) Crvena zvezda – NK Zagreb 4:0 (1:0) 30. 4. 1978. Čelik – Velež 2:0 (1:0) Dinamo – Borac 3:1 (1:1) Hajduk – NK Rijeka 2:2 (2:0) NK Osijek – Radnički (N) 2:2 (0:2) OFK Beograd – Partizan 1:2 (0:1) Trepča – Olimpija 1:1 (0:0) Vojvodina – FK Sarajevo 2:0 (2:0) 30. kolo 6. 5. 1978. NK Rijeka – Dinamo 4:0 (3:0) 7. 5. 1978. Borac – OFK Beograd 2:1 (0:1) FK Sarajevo – NK Osijek 4:1 (0:0) NK Zagreb – Trepča 1:1 (1:1) Olimpija – Vojvodina 4:2 (1:1) Partizan – Crvena zvezda 3:2 (1:0) Radnički (N) – Čelik 2:0 (1:0) Sloboda – Hajduk 3:0 (1:0) Velež – Budućnost 5:2 (2:1) 31. kolo 10. 5. 1978. Budućnost – Čelik 2:1 (1:0) Crvena zvezda – Borac 2:0 (1:0) Dinamo – Sloboda 6:2 (2:0) FK Sarajevo – Radnički (N) 1:1 (0:0) NK Osijek – Olimpija 1:0 (1:0) Trepča – Partizan 1:1 (0:0) Vojvodina – NK Zagreb 1:0 (0:0) 11. 5. 1978. OFK Beograd – NK Rijeka 3:2 (2:0) Hajduk – Velež 0:0 (0:0) 32. kolo 13. 5. 1978. Olimpija – FK Sarajevo 2:1 (2:1) 14. 5. 1978. Borac – Trepča 5:1 (0:1) Čelik – Hajduk 2:1 (1:0) NK Rijeka – Crvena zvezda 0:1 (0:1) NK Zagreb – NK Osijek 3:1 (2:1) Partizan – Vojvodina 1:0 (1:0) Radnički (N) – Budućnost 2:2 (1:2) Sloboda – OFK Beograd 1:1 (0:1) Velež – Dinamo 4:2 (2:2) 33. kolo 20. 5. 1978. Trepča – NK Rijeka 1:2 (1:1) 21. 5. 1978. Crvena zvezda – Sloboda 0:1 (0:1) Dinamo – Čelik 3:1 (2:0) FK Sarajevo – NK Zagreb 1:1 (1:1) Hajduk – Budućnost 5:2 (2:1) NK Osijek – Partizan 1:1 (0:0) OFK Beograd – Velež 2:0 (0:0) Olimpija – Radnički (N) 2:1 (2:0) Vojvodina – Borac 2:0 (0:0) 34. kolo 27. 5. 1978. NK Zagreb – Olimpija 2:3 (1:1) 28. 5. 1978. Borac – NK Osijek 3:1 (1:1) Budućnost – Dinamo 2:1 (0:0) Čelik – OFK Beograd 1:1 (0:1) NK Rijeka – Vojvodina 3:2 (2:1) Partizan – FK Sarajevo 0:0 (0:0) Radnički (N) – Hajduk 2:2 (1:0) Sloboda – Trepča 1:1 (1:0) Velež – Crvena zvezda 2:0 (1:0) |

## Prvaci
FK Partizan
trener: Ante Mladinić
Igrači (odigrao utakmica/postigao pogodaka):
 Momčilo Vukotić (34/11)
Nenad Stojković (34/3)
Nikica Klinčarski (34/2)
Petar Borota (34/0) (vratar)
Aleksandar Trifunović (32/5)
Borislav Đurović (28/1)
Boško Đorđević (27/5)
Jusuf Hatunić (27/0)
Milovan Jović (24/6)
Ilija Zavišić (24/4)
Xhevad Prekazi (22/2)
Ivan Golac (19/1)
Pavle Grubješić (17/3)
Slobodan Santrač (16/11)
Vladimir Pejović (15/0)
Tomislav Kovačević (14/0)
Dragan Arsenović (11/0)
Rešad Kunovac (8/0)
Refik Kozić (5/1)
Novica Vulić (4/0)
Aranđel Todorović (2/0)
Miroslav Polak (1/0)
Izvori:

## Statistika

### Ljestvica strijelaca
| Pl. | Ime                    | Klub                   | Pogodaka |
| --- | ---------------------- | ---------------------- | -------- |
| 1.  | Radomir Savić          | Sarajevo               | 21       |
| 2.  | Vahid Halilhodžić      | Velež Mostar           | 18       |
| 3.  | Miodrag Kustudić       | Rijeka                 | 17       |
| 4.  | Zoran Filipović        | Crvena zvezda          | 15       |
| 4.  | Slaviša Žungul         | Hajduk Split           | 15       |
| 6.  | Mersad Kovačević       | Sloboda Tuzla          | 14       |
| 7.  | Muhamed Ibrahimbegović | Borac Banja Luka       | 12       |
| 7.  | Dušan Mitošević        | Radnički Niš           | 12       |
| 7.  | Milan Radović          | Rijeka                 | 12       |
| 7.  | Slobodan Santrač       | Partizan / OFK Beograd | 12       |

## Poveznice
- Druga savezna liga 1977./78.
- Treći rang prvenstva Jugoslavije 1977./78.
- Kup maršala Tita 1977./78.

## Vanjske poveznice
- www.strategija.org
  - Fudbalsko prvenstvo 1977/78 – svi rezultati i konačan plasman
  - “Danas ne moramo da pobedimo”
  - Senzacija stiže sa Ibra, Trepča Prvu ligu igra …
  - Fudbalerko Nogometović istražuje: Sezona 1977/78 – domaći kup i evropski kupovi
  - Fudbalerko Nogometović istražuje: Sezona 1977/78 – start prvenstva
  - Fudbalerko Nogometović istražuje: Sezona 1977/78 – Partizanu jesen!
  - Fudbalerko Nogometović istražuje: Sezona 1977/78 – Zvezda preti …
  - Fudbalerko Nogometović istražuje: Sezona 1977/78 – titula ostaje na Topčiderskom brdu, ali …
- historical-lineups.com: Godišnjak 1977-78
- historical-lineups.com: Klubovi 1977-78
- Eu-football.info